# Thomas Doughty (marinero)
Thomas Doughty (Plymouth; 1545 - Puerto San Julián; 2 de julio de 1578) fue un soldado y caballero inglés. Participó en la circunnavegación de Francis Drake y fue ejecutado por él por motín.

## Biografía
Thomas Doughty fue un soldado del ejército inglés y más tarde secretario de Christopher Hatton, capitán de la guardia real. Doughty conoció a Drake por su apoyo al conde de Essex en Irlanda (1575). Participó en la circunnavegación del mundo de Francis Drake y, mientras tanto, era comandante de la Mary, una carabela portuguesa capturada. Como resultado, Doughty se mostró repetidamente insatisfecho con las instrucciones y medidas de Drake y también trató de poner a la tripulación en contra de su líder. Fue juzgado y declarado culpable de amotinamiento en Puerto San Julián el 1 de julio de 1578. Un día después, Doughty fue ejecutado en el acto.
Dado que Doughty era el secretario personal de Christopher Hatton, el cambio de nombre del barco de Drake, el Pelican, a Golden Hind a menudo se entiende como un gesto apaciguador hacia su patrocinador Hatton. Esto se ve al menos respaldado por la coincidencia del momento de ambos acontecimientos: así lo dice el cuaderno de bitácora del Golden Hinde del día 20 de junio de 1578: Thomas Doughty juzgado y ejecutado por amotinamiento. (...) Pelican pasó a llamarse Golden Hind.